# Anderstorp
Anderstorp is een plaats in de Zweedse gemeente Gislaved, in de provincie Jönköpings län, en telt ongeveer 5000 inwoners.
De Scandinavian Raceway is hier gelegen.

## Verkeer en vervoer
Bij de plaats loopt de Riksväg 27.